# В поисках Мистера Судьбы
«В поисках Мистера Судьбы» или «В поисках Ким Джон Ука» (кор. 김종욱 찾기) — южнокорейская романтическая кинокомедия режиссёра Чан Ю Джона. Премьера состоялась 9 декабря 2010 года. Фильм является адаптацией мюзикла 2006 года «В поисках Ким Джон Ука» (Finding Kim Jong-wook). В Южной Корее было продано 1 113 285 билетов на показ фильма.

## Сюжет
Со Джи У (Лим Су Джон) после путешествия в Индию влюблена в некого парня по имени Ким Джон Ук, которого пытается разыскать с помощью агентства «Найдём вашу первую любовь!». Владелец агентства Хан Ги Джун (Кон Ю) всячески пытается помочь своей первой клиентке, учитывая, что сведений о возлюбленном крайне мало. Но сами того не замечая, проведя время вместе, они влюбляются.

## Роли исполняли
- Лим Су Джон — Со Джи У, героиня
- Кон Ю — Хан Ги Джун, владелец агентства
- Чхон Хо Джин — полковник Со Дэ Рён, отец Джи У
- Лю Сын Су — зять Ги Джуна
- Чон Су Гён — Су Гён, актриса из мюзикла
- Ли Чхон А — Джи Хе, сестра Джи У
- Ли Дже Хун — У Хён
- Ким Мин Джи — Черри

## Критика
Рецензия-опрос веб-сайта Rotten Tomatoes показала, что 62 % аудитории, оценив на 3,5 балла из 5, дали положительный отзыв о фильме.